# As Mariana
As Mariana  (IMO: 9450947, MMSI: 636092613, pozivni znak D5HR6), kontejnerski brod klase GL+100 A5 izgrađen 2010. godine u brodogradilištu DSME Okpo Južna Koreja. Brod trenutno plovi pod liberijskom zastavom, a matična mu je luka Monrovia u kojoj je registriran.
Dužina i širina broda su 260.25m × 32m; nosivost 54 369 t, a postiže bajveću brzinu od 22.4 čvorova. Brod može ukrcati 4 400 20-stopnih kontejnera ili 2 200 40-stopnih.
Prijašnja imena broda: Makita i As Max.